# Anna Jacobapolder
Anna Jacobapolder (51° 38′ N, 4° 08′ L) é uma cidade dos Países Baixos, na província de Zelândia. Anna Jacobapolder pertence ao município de Tholen, e está situada a 20 km, a noroeste de Bergen op Zoom.
Em 2001, a cidade de Anna Jacobapolder tinha 275 habitantes. A área urbana da cidade é de 0.058 km², e tem 121 residências.
A área de Anna Jacobapolder, que também inclui as partes periféricas da cidade, bem como a zona rural circundante, tem uma população estimada em 420 habitantes.